# 北海道道1000号富士川上線

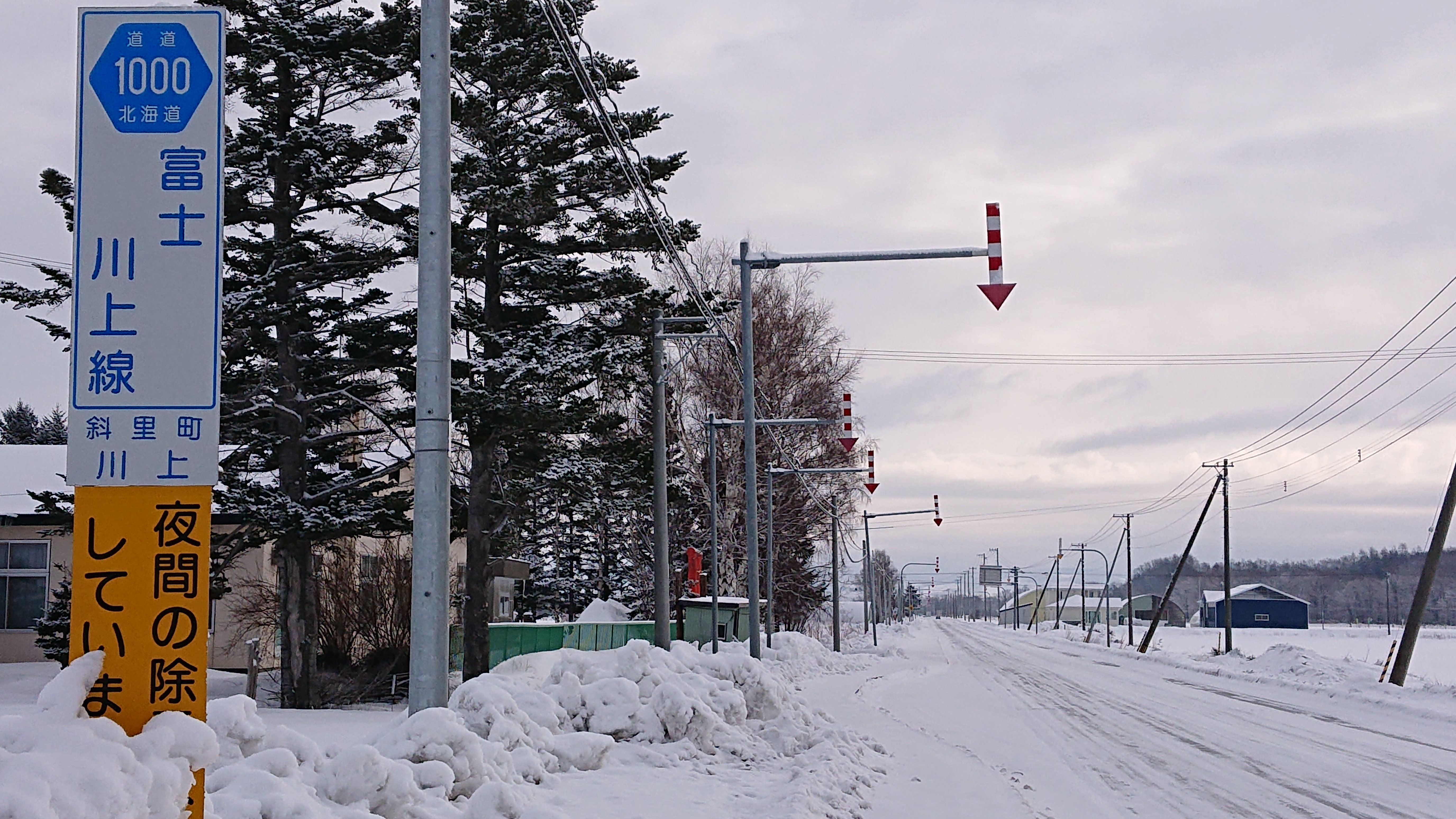
北海道道1000号富士川上線（斜里町川上）

北海道道1000号富士川上線（ほっかいどうどう1000ごうふじかわかみせん）は、北海道斜里町内を結ぶ北海道道である。

## 概要

### 路線データ
- 起点：北海道斜里郡斜里町富士
- 終点：北海道斜里郡斜里町川上（国道334号・北海道道1115号摩周湖斜里線交点）
- 総延長：10.1km

## 歴史
- 1982年（昭和57年）3月31日 - 路線認定[1]。

## 路線状況

### 重複区間
斜里町
- 豊里 - 来運（北海道道945号豊里中斜里停車場線）

## 地理

### 通過する自治体
- オホーツク総合振興局
  - 斜里郡斜里町

### 主な接続道路
斜里町
- 北海道道945号豊里中斜里停車場線 - 豊里、来運（重複）
- 北海道道827号越川中斜里停車場線 - 中斜里
- 国道334号 - 川上（終点）
- 北海道道1115号摩周湖斜里線 - 川上（終点）